# Zisterne von Hebdomon

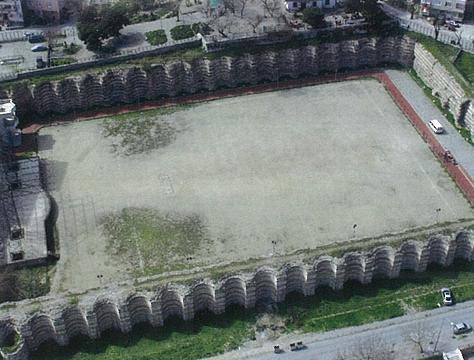
Blick auf die Zisterne

Die Zisterne von Hebdomon (griechisch κινστέρνη τοῦ Ἕβδομου) ist eine offene Zisterne im Vorort Hebdomon (heute Bakırköy, Istanbul) der byzantinischen Metropole Konstantinopel. Türkisch wird die Zisterne Fildamı Sarnıcı („Elefantenstall-Zisterne“) genannt.

## Lage
Das Bauwerk liegt heute im Stadtteil Osmaniye im Istanbuler Stadtbezirk Bakırköy zwischen Fildamı arkası und Çoban çeşme sokak, nordwestlich der Pferderennbahn Veliefendi Hipodromu. Die Zisterne befand sich rund 2 km  westlich der Theodosianischen Landmauer in einem kleinen Tal, das heute vollständig bebaut ist, und nahe der Propontis-Küste. Ursprünglich lag hier der Vorort Hebdomon (griechisch Ἕβδομον), der seinen Namen aufgrund seiner Entfernung von sieben römischen Meilen bis zum Konstantinopler Meilenstein Milion hatte.

## Geschichte
Das genaue Erbauungsdatum der Zisterne ist unbekannt. Es wird vermutet, dass die Zisterne zwischen dem 5./6. Jahrhundert und dem 8. Jahrhundert errichtet wurde. Aufgrund der Größe der Ziegelsteine geht man von einem Datum nach dem Ende der Regentschaft Justinians I. (565) aus, während die fehlenden Stempel auf den Ziegeln typisch sind für Bauten nach dem Ende des 6. Jahrhunderts. Die Kunsthistorikerin Tülay Ergül vermutet aufgrund der Architektur und der Bautechnik eher eine Erbauung im 5. oder 6. Jahrhundert, weil ähnliche Zisternen in Konstantinopel in diesem Zeitraum entstanden und auch die beiden Kaiserpaläste in Hebdomon in dieser Zeit errichtet wurden.
Das Bauwerk diente als Wasserdepot für die beiden kaiserlichen Paläste in der Region: den von Kaiser Valens errichteten Magnaura und den von Justinian I. errichteten Jucundianae (auch Secundianae). Beide Paläste lagen nahe der Küste und ungefähr dort, wo sich heute der Ataköy Marina befindet. Außerdem versorgte die Zisterne die Truppen der Thrakischen Armee, welche das nahe „Marsfeld“ nutzten. Das Kampos tou Tribounaliou (griechisch Κάμπος τοῦ τριβουναλίου, lateinisch Campus Tribunalis), wo mehrere byzantinische Kaiser per Akklamation der Armee gewählt wurden, lag im Tal des Veli Efendi, wo sich heute Istanbuls Pferderennbahn befindet.
Nach der Eroberung Konstantinopels durch die Osmanen im Jahr 1453 soll das Reservoir als Stall für die Elefanten des Sultans genutzt worden sein, was ihm den türkischen Namen Filhane oder Fildamı einbrachte. Später wurde hier Gemüse angebaut und der Ort zu einem der vier Çukurbostan (Versunkener Garten).
1968 sollte die Region mit Wohnhäusern bebaut werden. Bei den Erdaushubarbeiten wurden die Mauern der Zisterne wieder weitgehend freigelegt. Erst 1996 wurde der Gemüseanbau eingestellt, als der Staat die Zisterne aufkaufte und zu einer Konzertarena für mehr als 12.000 Menschen umnutzte. Im Jahr 2003 wurde allerdings offensichtlich, dass die starken Vibrationen der Konzerte die Mauern beschädigten und die Pferde in den Ställen der nahen Rennbahn störten. Die Konzerte wurden daraufhin eingestellt. Seither verwaltet die Gemeinde Bakırköy das Gelände und nutzt es noch sporadisch für Empfänge.
2015 gab der Ortsrat der Gemeinde bekannt, dass die Zisterne restauriert werden soll. Die Arbeiten sind noch nicht abgeschlossen.

## Beschreibung
Das rechteckige Bauwerk ist 127 Meter lang und 76 Meter breit und damit etwas größer als die Cisterna Basilica und etwas kleiner als die Aetius-Zisterne. Sie ist die kleinste offene Zisterne der Stadt Konstantinopel. Die durchschnittliche Tiefe beträgt 11 Meter, außen sind die Wände allerdings deutlich weniger hoch, da der Boden im Laufe der Jahrhunderte aufgeschüttet wurde. An der Ostseite reichen die Mauern rund 2,5 Meter tief in den Boden. Das Reservoir fasste rund 105.000 m³ Wasser. Die Wände auf der Nord- und Südseite sind 4,10 Meter dick, auf den Längsseiten im Osten und Westen rund 7 Meter dick und vollständig erhalten.
Die Mauern wurden mit der römischen Mauertechnik opus listatum errichtet, d. h., es wurden mehrere Reihen aus roten Ziegelsteinen alternierend mit mehreren Reihen aus Werksteinen verlegt. Während die Ziegelsteinlagen das Mauerwerk komplett durchlaufen, verblenden die Steine ein Gussmauerwerk (Opus caementicium). Ähnlich sind auch die Aetius-Zisterne, die Aspar-Zisterne und die Mocius-Zisterne innerhalb der Stadtmauern errichtet worden. Die inneren Wände waren wohl mit einem wasserdichten Mörtel (Opus signinum) bestrichen, wie Reste beweisen. Die äußere Westwand ist in der Erde versenkt, während die innere Westwand und die äußere Ostwand mit einer Reihe von 21 halbkreisförmigen Nischen versehen sind, die so Stützpfeiler schaffen, um dem Gewicht der Erde bzw. im Osten des Wassers standzuhalten. Die erste Nische besitzt eine Halbkuppel und es ist davon auszugehen, dass auch die restlichen Nischen so überbaut waren. An der Nord- und Südseite sind zwei heute teilweise zerstörte gegenläufige Treppen angebracht.
Ein weiteres interessantes Merkmal der Zisterne ist der Wasserturm (lateinisch Castellum aquae), der an der Außenseite der südwestlichen Ecke in der zweiten Nische errichtet wurde. Der Turm diente als Wassertank, der wohl zur Stabilisierung des Hydraulikdrucks verwendet wurde, indem das Wasser freigesetzt wurde, wenn der Pegel unter einen bestimmten Wert fiel. Der Turm hat eine zweischalige Struktur mit einer Wendeltreppe im Zentrum, um die herum der Behälter mit dem Wasser lag, das aus einem Abfluss an der Unterseite des Turms strömte. Der Abfluss war im unteren Teil von 30 Zentimeter dicken Außenmauern, oberhalb der Zisterne von 15 Zentimeter dicken Mauern umgeben. Mehrere Abflusskanäle verteilten das Wasser in verschiedene Richtungen. Es ist nicht bekannt, ob die in niedriger Höhe liegende Zisterne mit Wasser aus den nahe gelegenen Quellen versorgt wurde und ob dies ausreichte, um sie zu füllen, oder ob das Wasser aus einem künstlichen Kanal aus dem thrakischen Hinterland stammte.
In demselben kleinen Tal, in dem die Zisterne liegt, befinden sich westlich drei kleinere elliptische offene Zisternen, die von Norden nach Süden ausgerichtet sind. Die zentrale ist zerstört, während die beiden anderen, noch vorhandenen, Domuzdamı (Schweinehäuser) genannt werden, da sie als Ställe für Tiere genutzt wurden.